# Jû-Belloc
Jû-Belloc é uma comuna francesa na região administrativa de Occitânia, no departamento de Gers. Estende-se por uma área de 10,01 km². Em 2010 a comuna tinha 305 habitantes (densidade: 30,5 hab./km²).